# Mọt cứng đốt
Mọt cứng đốt hay mọt TG (Trogoderma granarium) là một loài bọ cánh cứng trong họ Dermestidae. Loài này được Everts miêu tả khoa học năm 1898. Nó có nguồn gốc từ Nam Á và là một trong 100 loài xâm hại mạnh nhất trên thế giới.
Sự phá hoại của loài mọt này khó kiểm soát vì chúng có khả năng sống sót mà không có thức ăn trong thời gian dài, chúng ưa thích điều kiện khô và thực phẩm có độ ẩm thấp, và khả năng kháng lại nhiều loại thuốc trừ sâu. Tại Hoa Kỳ, có một kiểm dịch liên bang hạn chế việc nhập khẩu gạo vào Hoa Kỳ từ các quốc gia đã biết về sự xâm nhập của loài mọt này. Loài mọt này phá hoại có thể làm hỏng hàng hóa thương mại có giá trị khác và đe dọa thiệt hại kinh tế đáng kể nếu giới thiệu đến một khu vực mới. Việc xử lý hoặc tiêu thụ sản phẩm hạt và hạt bị ô nhiễm có thể dẫn đến các vấn đề về sức khỏe như kích ứng da và đau dạ dày.

## Miêu tả
Mọt trưởng thành có màu nâu và dài 1,6–3 mm. Ấu trùng chưa trưởng thành dài tới 5 mm và được bao phủ bởi mái tóc dày màu nâu đỏ. Giai đoạn ấu trùng có thể kéo dài từ bốn đến sáu tuần, nhưng có thể kéo dài đến bảy năm. Con đực có màu nâu sẫm hoặc đen, và con cái lớn hơn một chút với màu sắc nhẹ hơn. Tuổi thọ của loài mọt này thường là từ năm đến mười ngày. Chúng ưa thích điều kiện nóng, khô và có thể được tìm thấy ở những khu vực có chứa ngũ cốc và các thực phẩm tiềm năng khác, chẳng hạn như phòng đựng thức ăn, nhà mạch nha, các nhà máy chế biến ngũ cốc và thức ăn gia súc và các cửa hàng bao bì hoặc thùng ngũ cốc đã qua sử dụng. Loài này có nguồn gốc từ Ấn Độ, với một cơn thịnh nộ bản địa kéo dài từ Miến Điện đến Tây Phi. Loài mọt này là một synanthrope, chủ yếu sống trong sự kết hợp chặt chẽ với con người. Thông tin liên quan đến hành vi của mọt này trong môi trường không phải con người bị giới hạn.
Những quả trứng của loài mọt này có hình trụ với một đầu tròn hơn và cái kia nhọn hơn, dài khoảng 0,7 mm và rộng 0,25 mm, nặng khoảng 0,02 mg. Đầu nhọn có các điểm nhô ra như gai. Những quả trứng ban đầu là một màu trắng sữa nhưng trong vài giờ biến một màu vàng nhạt.
Sinh lý của loài mọt này chịu ảnh hưởng đáng kể bởi chế độ ăn. Borzoui et al. phát hiện ra rằng lúa mạch cung cấp môi trường tối ưu cho sinh sản và phát triển của các cá thể.. "Ngược lại, chế độ ăn quả óc chó và gạo làm giảm khả năng sinh sản của mọt cái và trọng lượng của người lớn trong khi tăng thời gian của giai đoạn ấu trùng.

## Hình ảnh

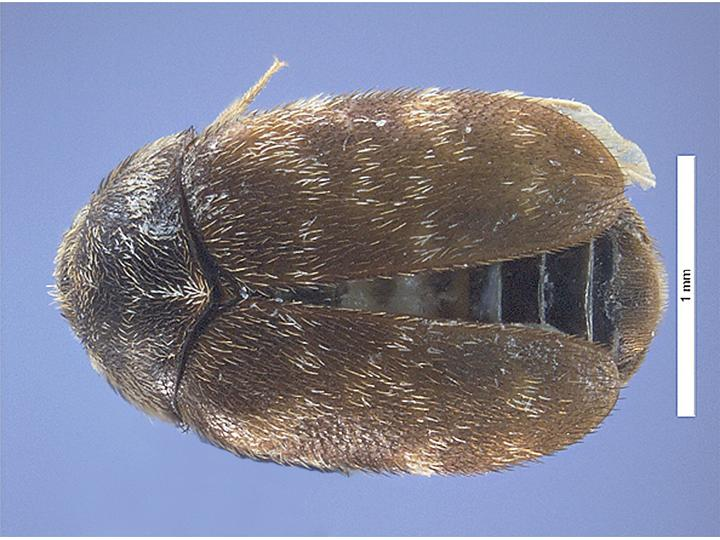
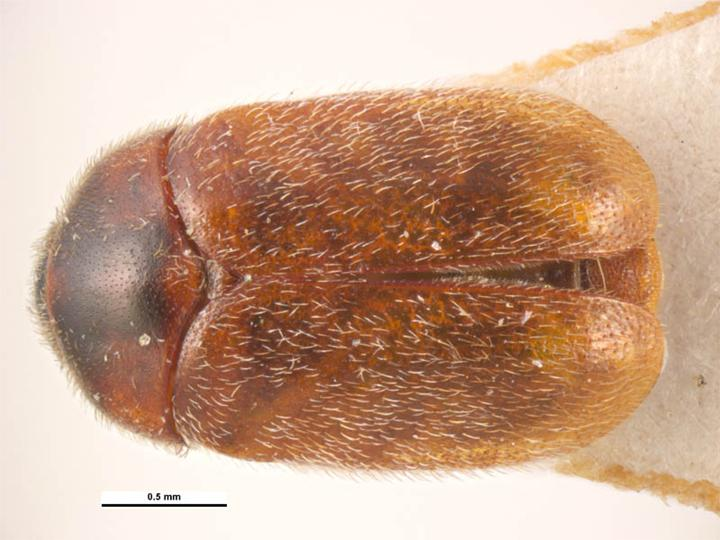